# معبر عرعر الحدودي
معبر عرعر الحدودي هو معبر حدودي بين السعودية والعراق. أقرب بلدة إليه في السعودية هي عرعر والنخيب في العراق. لدى المعبر ثكنة لحرس الحدود العراقي، ومسجد، ومكاتب لمعالجة الأشخاص الذين يعبرون الحدود. يشهد المعبر ارتفاعًا كبيرًا في حركة المرور خلال موسم الحج وذلك لعبور العراقيون إلى السعودية لزيارة مكة المكرمة.

## الهجوم على المعبر
في 5 يناير 2015 تعرضت القوات السعودية في المعبر إلى هجوم انتحاري شنه داعش، ما أدى إلى مقتل ثلاثة من رجال الأمن.